# 러브멘토
"러브멘토"는 한국에서 제작된 신혜성 감독의 2014년 멜로/로맨스 영화이다. 서리슬 등이 주연으로 출연하였다.

## 출연

### 주연
- 서리슬
- 유재근

### 조연
- 임소미
- 엄지만
- 이채담